# Бањо ла Фос
Бањо ла Фос (фр. Bagneux-la-Fosse) је насељено место у Француској у региону Шампања-Ардени, у департману Об.
По подацима из 2011. године у општини је живело 172 становника, а густина насељености је износила 7,5 становника/km².

## Демографија
| 1962. | 1968. | 1975. | 1982. | 1990. | 2011. |
| ----- | ----- | ----- | ----- | ----- | ----- |
| 274   | 241   | 283   | 239   | 217   | 172   |